# Mont'Serrat
Mont'Serrat é um bairro nobre da cidade brasileira de Porto Alegre, capital do estado  do Rio Grande do Sul. Foi criado pela Lei n° 2022 de 7 de dezembro de 1959.

## Região de Planejamento
O Mont'Serrat está inserido na chamada Região Geral de Planejamento 1 (RGP1), uma das oito Regiões de Gestão do Planejamento (RGPs) de Porto Alegre. Cada região reúne um grupo de bairros com afinidads entre si. No caso da RGP1, a qual reúne dezenove bairros incluindo o Mont'Serrat, a área compreendida corresponde à parte mais antiga de Porto Alegre, que se desenvolveu ao redor do Centro Histórico e cresceu, sobretudo, em direção leste (zona centro). Trata-se da porção mais urbanisticamente consolidada do município, com as mais altas densidades e a infraestrutura mais qualificada.

## Histórico
No século XIX, o Mont'Serrat era um local insalubre e de pouca valorização territorial; a área em que se encontra era conhecida como Bacia e povoada pelos escravos então recém-libertos. Era a região da "Colônia Africana" e nela havia um número expressivo de casas de religião, onde se praticavam os cultos afro-brasileiros.
A urbanização começou a ocorrer por volta de 1910. Em 1913, a empresa Predial e Agrícola deu início ao loteamento de terras localizadas na atual Rua Dr. Freire Alemão. A rua mas antiga das redondezas era a Moinhos de Vento, hoje conhecida como Rua Vinte e Quatro de Outubro, e cruzava os bairros Independência, Moinhos de Vento, Auxiliadora e costeava o Mont'Serrat.
Há duas versões distintas para a origem do nome do bairro, que se localiza em uma área alta da cidade. A primeira versão, e mais aceita, refere-se à famosa montanha da Catalunha, nas proximidades de Barcelona, sede do Mosteiro de Beneditinos onde se venera a Virgem de Montserrat. Na segunda versão, o nome parece dever-se à semelhança com um cerro que existe na cidade de Santos, em São Paulo. Cabe salientar que Buenos Aires, capital da Argentina, tem um bairro homônimo desde 1769.

## Características atuais

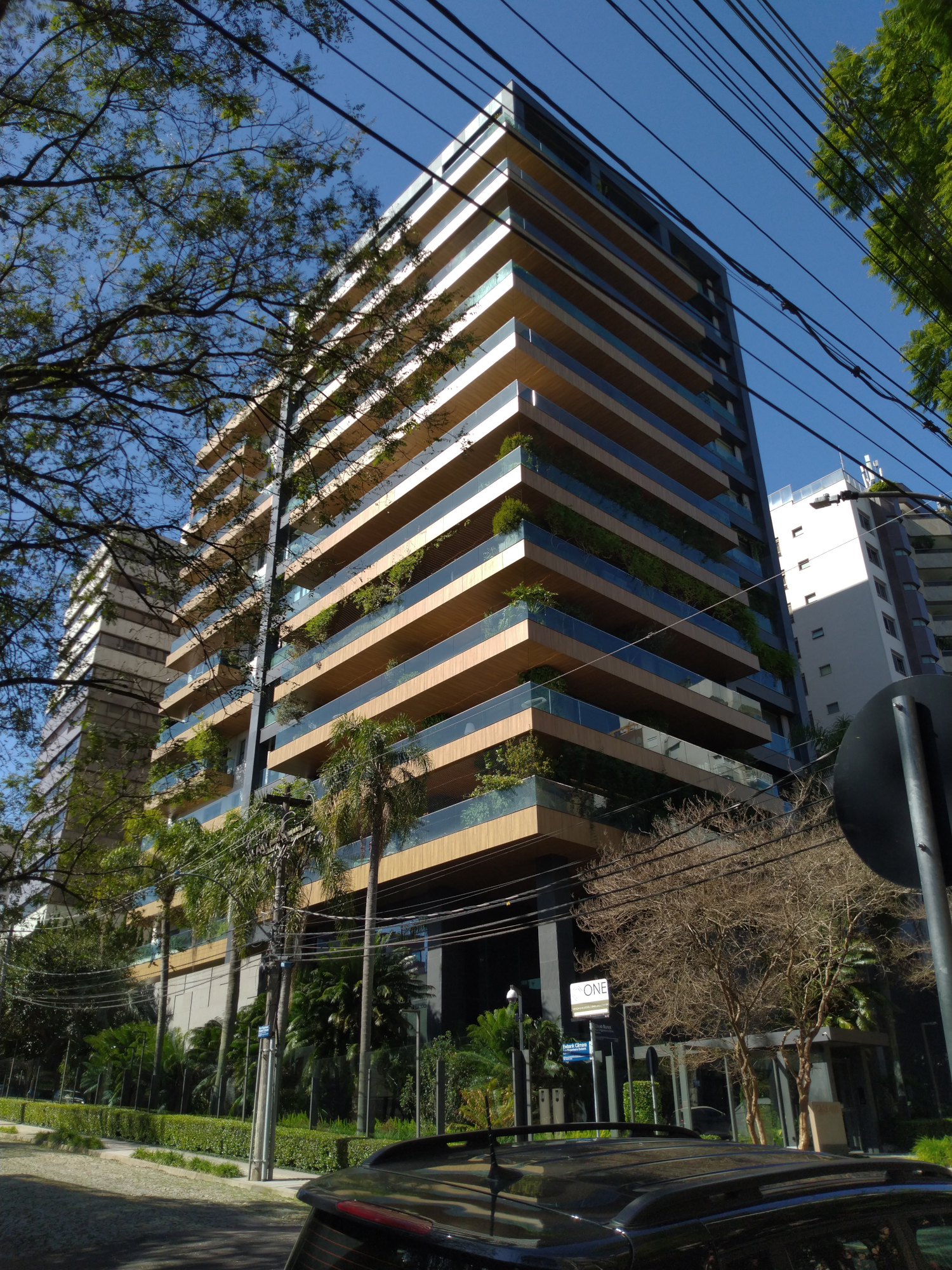
Fachada de prédio residencial de alto padrão, no Mont'Serrat, em 2022

Nos dias de hoje, o Mont'Serrat é um bairro residencial bastante verticalizado, estando situado numa das áreas mais valorizadas da cidade. Como não dispõe de áreas verdes públicas, seus moradores costumam frequentar o Parque Moinhos de Vento. Apesar disso, possui ruas bastante arborizadas.
A rua mais importante é a Rua Anita Garibaldi, por concentrar a maior parte do comércio e dos serviços do bairro e que atravessa de oeste a leste o Mont'Serrat. Muito movimentada, a Anita Garibaldi irá receber um túnel subterrâneo, nos limites do Mont'Serrat com o bairro Boa Vista, para a construção de um viaduto no cruzamento da rua com a Avenida Carlos Gomes, esta parte da 3ª Perimetral. Orçada em R$ 11,5 milhões, a obra faz parte dos preparativos de Porto Alegre para a Copa de 2014 e deverá ter início em 2012, embora o projeto tenha sido amplamente criticado e sofrido adiamentos por conta de protestos.
Como opção de vida noturna e entretenimento de luxo, o bairro tem o Pink Elephant Club, situado na Rua Silva Jardim, n° 331, dentro do complexo da academia Body One Club. A boate foi construída com tijolos de demolição do antigo Hipódromo do Cristal, e as paredes maciças são duplas para gerar o melhor isolamento acústico possível. Vista de cima, ela tem o formato da cabeça de um elefante.
O prédio do antigo Colégio São Manoel, na Rua Dona Laura, 1020, foi convertido no "Campus Porto Alegre" da Universidade Luterana do Brasil (Ulbra), sendo também sede da Ulbra TV. Fundado em 1959 pelos Salesianos de Dom Bosco, a escola tinha sido transformada em 2003 numa instituição beneficente sem fins lucrativos.

## Marcos
Atacados

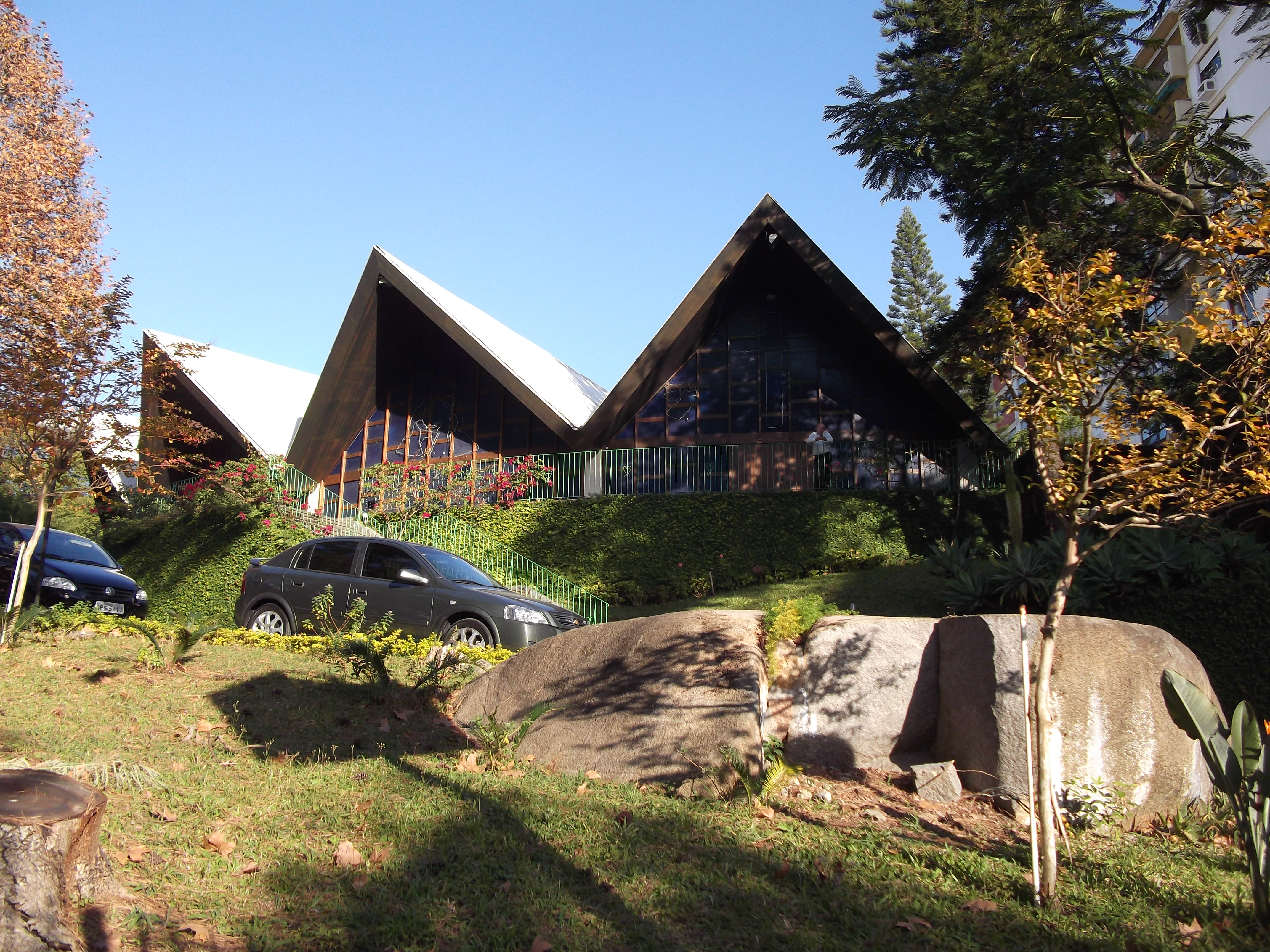
Paróquia Nossa Senhora do Mont'Serrat.

- Supermercado Zaffari Anita Garibaldi[10]
- Supermercado Nacional

Educação
- Campus Porto Alegre da Universidade Luterana do Brasil (Ulbra)[11]
- Escola Estadual de Ensino Fundamental Visconde de Pelotas[12]

Templos
- Igreja Batista Mont'Serrat[13]
- Paróquia Nossa Senhora do Mont'Serrat[14]
- Paróquia São Manoel[15]
- Igreja Evangélica Luterana do Brasil - IELB. Centro administrativo.

Outros
- Sindicato da Indústria da Construção Civil no Estado do Rio Grande do Sul (SINDUSCON-RS);

## Limites atuais
Rua Eudoro Berlink esquina com Rua Coronel Bordini até encontrar a Rua Pedro Chaves Barcelos; desta, até a Rua Campos Sales; desta, até a Avenida Carlos Gomes; desta, até a Rua Furriel Luiz Antônio Vargas; desta, até a Rua Pedro Chaves Barcelos; desta, até a Rua Coronel Pedro Ivo; desta, até a Rua Carlos Trein Filho; desta, até a Rua Farnese; desta, até a Rua Antônio Parreiras; desta e seu prolongamento por uma linha seca, reta e imaginária, na direção leste-oeste, até encontrar a Rua Coronel Bordini; desta, até encontrar a Rua Eudoro Berlink.

### Lei de Limites de Bairros (2012)
No tocante ao Mont'Serrat, o anteprojeto da chamada Lei de Limites de Bairros — proposta pela prefeitura em janeiro de 2012 e ainda em discussão na Câmara Municipal — pretendeu eliminar a "linha imaginária" descrita nos limites do bairro e substituí-la pelo percurso envolvendo a Avenida Mariland, a Rua Pedro Ivo, a Avenida Cel. Bordini e a Rua Tito Zambecari. Desse modo, o Mont'Serrat diminuiria de tamanho e cederia uma área, que engloba a Paróquia São Manoel, para o bairro Bela Vista.
No final de 2015 foram aprovadas as emendas do projeto. Quanto ao bairro  Mont'Serrat , há uma emenda que altera a sua grafia, passando a ser Montserrat.